# Jacques Becker

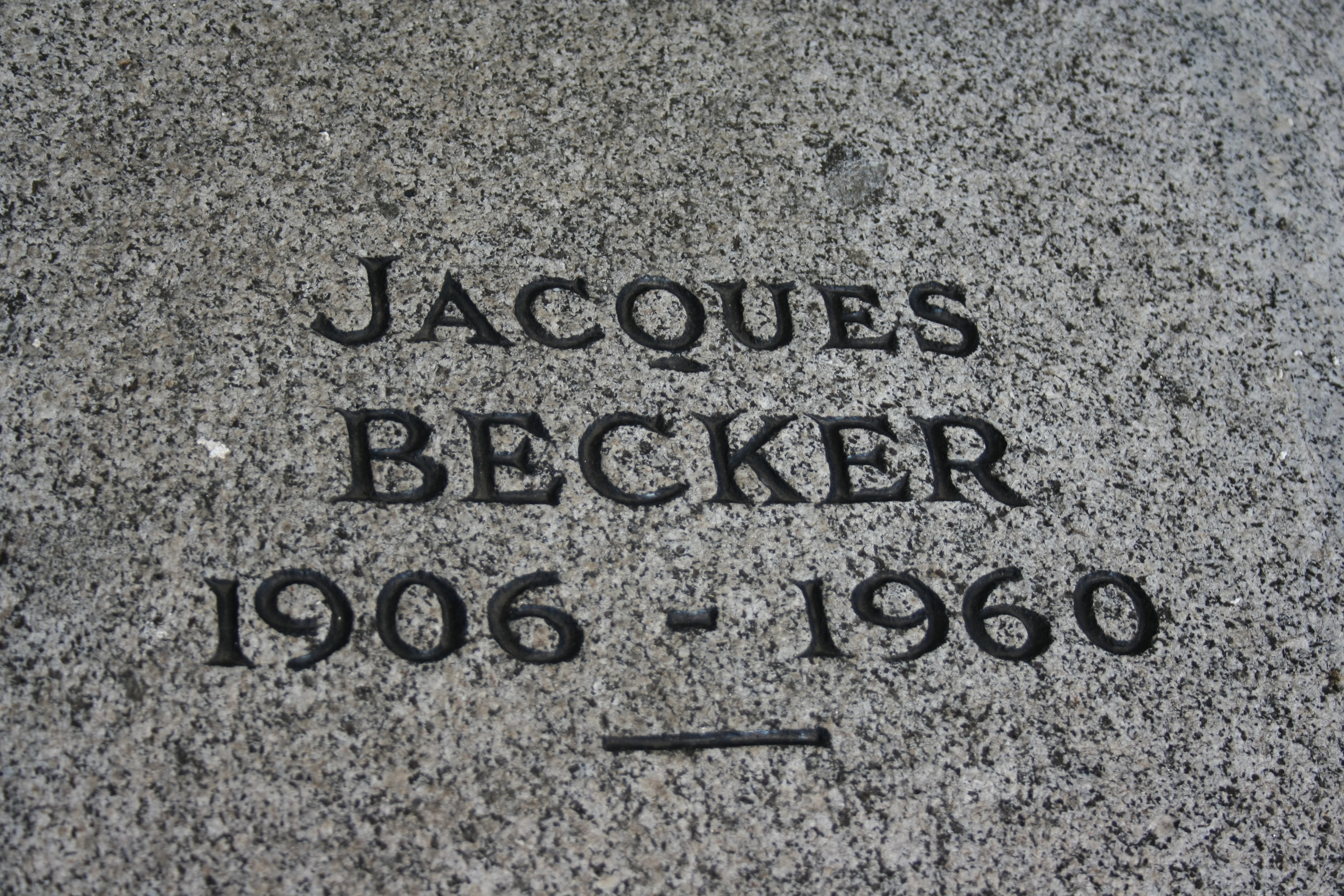
Grafsteen op begraafplaats Montparnasse in Parijs

Jacques Becker (Parijs, 15 september 1906 – aldaar, 21 februari 1960) was een Frans filmregisseur en scenarioschrijver.

## Leven en werk

### Regieassistent en Tweede Wereldoorlog
Becker was gedurende de jaren dertig assistent van filmregisseur Jean Renoir. Tijdens de Duitse bezetting van Frankrijk in de Tweede Wereldoorlog was hij lid van de Comité de libération du cinéma français, een organisatie van filmmakers die projecten maakten voor na de oorlog. De nazi's hielden hem, als gevolg van het lidmaatschap, gevangen voor een jaar. Met de bevrijding verdedigde hij met succes zijn van collaboratie beschuldigde collega Henri-Georges Clouzot voor de zuiveringscommissie.

### Belangrijkste films
Zijn belangrijkste films zijn de komedie Antoine et Antoinette (1947), waarvoor hij de Gouden Palm kreeg op het Filmfestival van Cannes, het noodlotsdrama Casque d'or (met Simone Signoret en Serge Reggiani in de hoofdrollen, 1952), het prototype van de Franse film noir Touchez pas au grisbi (met Jean Gabin en Lino Ventura, 1954) en het ontsnappingsdrama Le Trou (1960), zijn laatste film.

### Privéleven
Uit zijn eerste huwelijk had hij drie kinderen: filmregisseur Jean Becker, cameraman Étienne Becker en een dochter, Sophie, die huwde met acteur Pierre Vaneck. Hij ging een tweede huwelijk aan met actrice Françoise Fabian dat slechts drie jaar duurde (1957-1960). Becker overleed onverwachts op 53-jarige leeftijd in 1960. Hij werd begraven op het Cimetière du Montparnasse in Parijs.

## Filmografie
- Tête de turc (1935)
- Le commissaire est bon enfant, le gendarme est sans pitié (1935) (een middellange film naar Georges Courteline, samen met Pierre Prévert)
- L'Or du Cristobal (1940) (enkele scènes, de film werd voltooid door Jean Stelli)
- Dernier atout (1942)
- Goupi mains rouges (1943)
- Falbalas (1945)
- Antoine et Antoinette (1947)
- Rendez-vous de juillet (1949)
- Édouard et Caroline (1951)
- Casque d'or (1952)
- Rue de l'Estrapade (1953)
- Touchez pas au grisbi (1954) (naar de gelijknamige roman van Albert Simonin)
- Ali Baba et les quarante voleurs (1954)
- Les Aventures d'Arsène Lupin (1957) (naar het werk van Maurice Leblanc)
- Les Amants de Montparnasse (1958)
- Le Trou (1960)